# Rafflesia azlanii
Rafflesia azlanii är en tvåhjärtbladig växtart som beskrevs av Latiff och M.Wong. Rafflesia azlanii ingår i släktet Rafflesia, och familjen Rafflesiaceae. Inga underarter finns listade i Catalogue of Life.